# Torre de la Torrassa
La Torre de la Torrassa, en Vall de Uxó, comarca de la Plana Baja, en la provincia de Castellón, que se ubica junto a la carretera de la Vall d´Uixó a Vilavella, en la partida de la Torrassa junto a la rotonda que enlaza con la autovía A7 y la carretera hacia la Vilavella; es una torre de uso defensivo, de origen musulmán.
La torre está catalogada de forma genérica como Bien de Interés Cultural, y presenta, tanto código de la Generalidad Valenciana (12.06.126-010), como anotación ministerial (R-I-51-0012142), con fecha de anotación 21 de julio de 2008.
La datación de la torre sitúa su construcción en el siglo XII y en aquella época estaba ubicada en medio de una de las pequeñas alquerías (probablemente Benadalmech o Haraturle) que se extendían más allá del núcleo poblacional de Vall de Uxó.
La torre dista pocos metros de la carretera de Vall de Uxó a Vilavella, y su construcción se debe a la necesidad de contar con puntos de vigilancia a lo largo del citado y poder ser utilizada como refugio a la población de la alquería a la que daba protección.
La torre presenta planta rectangular y está sus muros son de tapial (técnica muy común en esta zona) sobre una base de piedras de mediano tamaño trabadas con argamasa.
Actualmente sólo quedan en pie dos de sus paredes y parte del aljibe que estaba situado en uno de sus lados, con el que daban abastecimiento de agua a los moradores de la torre por medio de un pequeño vano que comunicaba con ésta. Del aljibe pueden contemplarse restos de la bóveda de medio punto con la que estaba cubierto.
Pueden observarse, en el interior, tanto de la torre como del aljibe, grabados en la piedra, una serie de símbolos en forma de A con una cruz en el ápice que pueden considerarse como campanas, por lo que se considera que se grabaron posteriormente a la época de su construcción, en tiempos de la conquista cristiana del valle.
Desde hace unos años el Ayuntamiento de Vall de Uxó trata de dar a conocer el patrimonio histórico de su municipio y realiza rutas senderistas para darlo a conocer. Una de ellas llega hasta la Torre de la Torrassa, Ruta 14 "Senderismo por la Vall d'Uixó partida la Torrasa”.